# Star Trek: Lower Decks
Star Trek: Picard Star Trek: Prodigy
Star Trek: Lower Decks est une série d'animation pour adultes américaine créée par Mike McMahan et produite par Alex Kurtzman. La première saison, commandée par CBS, est diffusée sur la plateforme de streaming de la chaîne à partir du 6 août 2020 avant de migrer sur Paramount+. Il s'agit de la première série animée créée pour CBS All Access, et la première série animée de la franchise Star Trek depuis Star Trek, la série animée, qui date de 1973. En juin 2018, un accord entre Alex Kurtzman et CBS Television Studios afin d'étendre la franchise 
Star Trek à la télévision est dévoilé. En octobre 2018, CBS annonce avoir commandé deux saisons avec Mike McMahan (en) au développement. 
La série suit l'équipage de l'USS Cerritos en l'an 2380 et se situe chronologiquement un an après les évènements du film Star Trek : Nemesis (2002). Contrairement aux autres œuvres de la franchise, la série se focalise sur les membres d'équipage ayant un rang inférieur et propose un point de vue comique. Les personnages principaux et récurrents sont inédits. Plusieurs autres personnages secondaires ou invités apparaissent au cours de cette série, et sont majoritairement issus des autres films ou séries Star Trek. 
Les saisons sont constituées de dix épisodes d'environ 30 minutes. Renouvelée en avril 2021 pour une troisième saison, une quatrième saison est annoncée en janvier 2022. La série est diffusée en France sur Prime Video à partir du 22 janvier 2021.

## Synopsis
La série, dont les évènements débutent en 2380, suit les aventures des membres d'équipages les moins notables de l'USS Cerritos NCC-75567, le vaisseau le plus insignifiant de Starfleet, qui doivent accomplir leur devoir malgré les bouleversements causés par une multitude d'anomalies.
Contrairement à toutes les autres séries du même univers, celle-ci se démarque car les capitaines de l'USS Cerritos ont un rôle secondaire dans l'intrigue.

## Distribution

### Personnages principaux
- Tawny Newsome (VF : Olivia Luccioni) : Enseigne Beckett Mariner
- Jack Quaid (VF : Jim Redler) : Enseigne Brad Boimler
- Noël Wells (VF : Emmylou Homs) : Enseigne D'Vana Tendi
- Eugene Cordero (en) (VF : Laurent Gris) : Enseigne Sam Rutherford
- Dawnn Lewis (VF : Daria Levannier) : capitaine Carol Freeman
- Jerry O'Connell (VF : Xavier Couleau) : commandant Jack Ransom
- Fred Tatasciore (VF : Matthieu Albertini) : lieutenant Shaxs
- Gillian Vigman (VF : Julie François) : Dr T'Ana

### Personnages récurrents
- Jessica McKenna (en) : Enseigne Barnes
- Marcus Henderson (VF : Jean-Michel Vaubien) : lieutenant Jet Manhaver
- Lauren Lapkus (VF : Meaghan Dendraël) : Enseigne Jennifer Sh'reyan
- Phil LaMarr (VF : Rody Benghezala) : Amiral Alonzo Freeman
- Tim Robinson (en) (VF : Christophe Lemoine) : Enseigne Fletcher
- Paul Scheer (en) (VF : Thierry Ragueneau) : lieutenant commandeur Andy Billups
- Carl Tart (en) : Kayshon

### Invités

#### Personnages déjà apparus
- John de Lancie (VF : Philippe Siboulet) : Q (saison 1)
- Marina Sirtis : Deanna Troi (saison 1)
- Jonathan Frakes (VF : Serge Biavan) : William T. Riker (saisons 1 et 2)
- Robert Duncan McNeill (VF : Thibaut Lacour) : Tom Paris, Nick Locarno (saisons 2 et 4)
- Alice Krige : la reine Borg (saison 2)
- Lycia Naff (VF : Laëtitia Coryn) : capitaine Sonya Gomez (saison 2)
- James Cromwell : Zefram Cochrane (saison 3)
- Susan Gibney (en) : Dr Leah Brahms (saison 3)
- Armin Shimerman : Quark (saison 3)
- Nana Visitor : Kira Nerys (saison 3)
- Georges Takei : Hikaru Sulu (saison 3)
- Alice Wetterlund : Melponar triplées   (saison 3)
- Max Grodenchik : Rom (saison 4)
- Chase Masterson : Leeta  (saison 4)
- Wil Wheaton : Wesley Crusher (saison 4)
- Brent Spiner : Data (saison 5)
- Alexander Siddig : Julian Bashir (saison 5)
- Andrew Robinson : Elim Garak (saison 5)
- Garrett Wang : Harry Kim (saison 5)
- Jolene Blalock : T'Pol (saison 5)

#### Personnages nouveaux
- Paul F. Tompkins (VF : Jérôme Cachon) : Dr Migleemo (depuis saison 1)
- Nolan North : Niko, Lars Lundy, B'rt Tendi (depuis saison 1)
- Jess Harnell (VF : Michel Vigné) : K'orin (saison 1)
- Haley Joel Osment : Enseigne O'Connor (saison 1)
- Kether Donohue (VF : Marine Lemonnier) : Beurre d'Amande (saisons 1 et 3)
- Matt Walsh : lieutenant commandant Ron Docent (saison 1)
- Gary Cole : Léonard de Vinci (saison 1)
- Toks Olagundoye : capitaine Amina Ramsey (saison 1)
- Lauren Tom : capitaine Nguyen, Shona Tendi (depuis saison 1)
- Gillian Jacobs (VF : Claire Baradat) : lieutenant Barbara Brinson (saison 1)
- Kurtwood Smith (VF : Franck Sporti) : Clar (saison 1)
- Jack McBrayer (VF : Jérémie Graine) : Mr. Insigne (saisons 1, 3 et 4)
- Jennifer Hale : La Chienne et le lieutenant Durga (saison 1)
- Vanessa Marshall : Otessa Warren et D'Bora (depuis saison 1)
- Gabrielle Ruiz (en) : Enseigne Castro, T'Lyn et le lieutenant Lemonts (depuis saison 1)
- J. G. Hertzler : le capitaine des Drookmanis et le général Martok (saisons 1 et 3)
- Robin Atkin Downes : Commandant Togg (saison 2)
- Colton Dunn : Dorg (saison 2), Bargh (saison 5)
- Jeffrey Combs (VF : Thierry Wermuth) : AGIMUS (depuis la saison 2)
- Carlos Alazraqui : Amiral Les Buenamigo (saison 3)
- Bobby Moynihan : Gavin et Carlton Dennis (saison 3)
- Georgia King : Petra Aberdeen (saison 3)
- Mary Holland : Toz, Moxy et Helena Gibson (saison 3)
- Harry Shum Jr : Rawda (saison 3)
- James Sie : Kaltorus, Docteur Chaotica, Westlake et G'reck (saisons 3 et 4)
- Seth Morris : Illustor (saison 3)
- Merrin Dungey : Enseigne Wendy (saison 3)
- Adam Pally (VF : Donald Reignoux) : Mesk (saison 3)
- Alison Becker  : Victoria Nuzé (saison 3)
- Andy Richter  : Beljo Tweekle (saison 4)
- Debra Wilson  : Z'oto (saison 4)
- Ariel Winter  : D'Erika Tendi (saison 4)
- Kimiko Glenn  : Madame G (saison 4)
- Rachel Dratch  : Dolorex (saison 4)
- Wendie Malick  : Cathiw (saison 4)
- Zach Cherry  : Enseigne Amadou (saison 4)
- Toby Huss  : Amiral Milius (saison 5)
- Mary Chieffo  : K'Ellara (saison 5)
- Sam Witwer  : Malor, Legnog (saison 5)
- Liam McIntyre  : Docteur Harrison Horseberry (saison 5)
- Stephen Root  : Lieutenant Gene Jakovowski (saison 5)

Version française par le studio de doublage Dubbing Brothers, sous la direction de Thierry Wermuth avec une adaptation de Nicolas Mourguye et Nadine Sobania
 Source et légende : version française (VF) sur RS Doublage

## Production

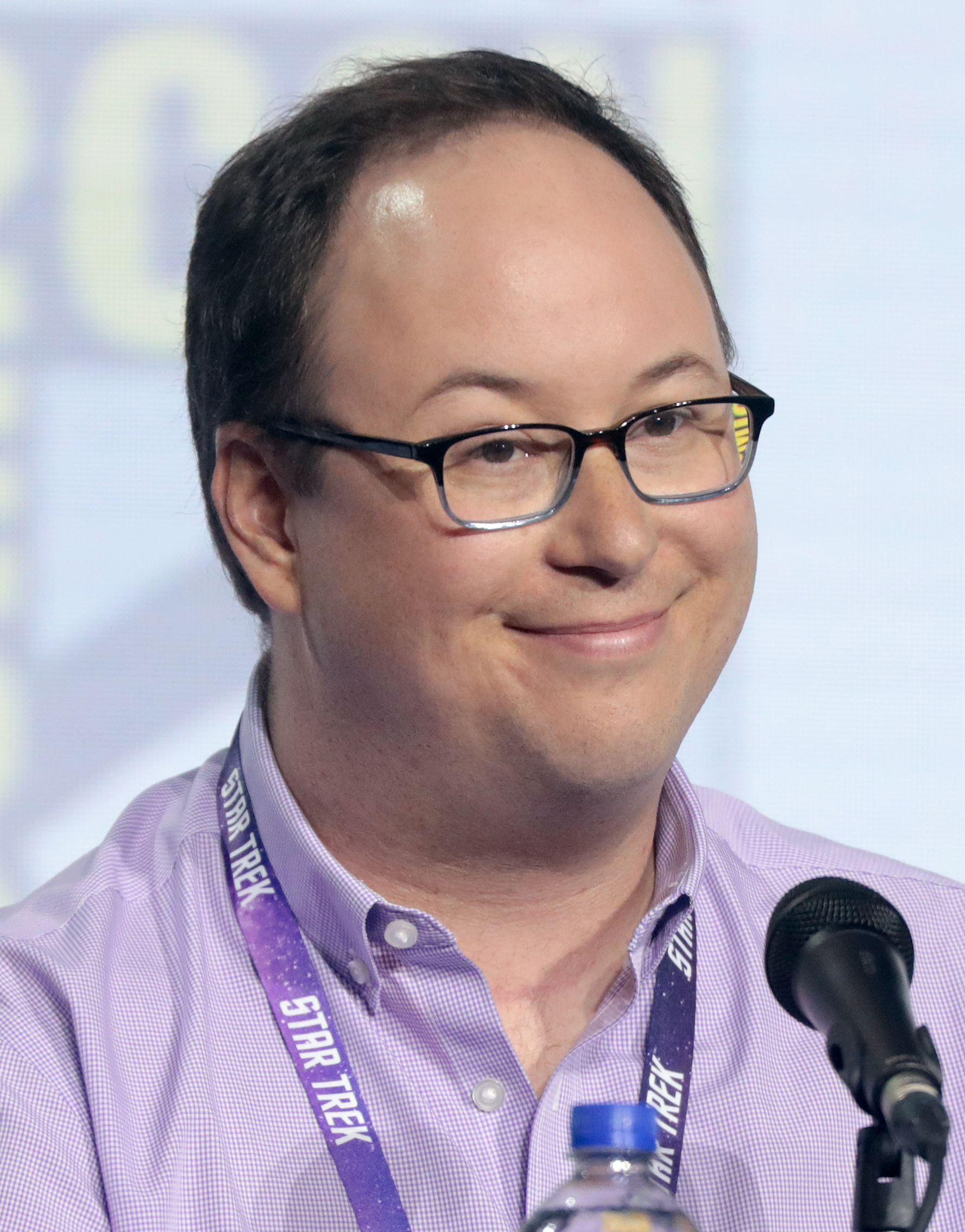
Mike McMahan, créateur de la série.

### Annonce
En juin 2018, après que Alex Kurtzman soit devenu l'unique show runner de la série Star Trek: Discovery, ce dernier signe un contrat de cinq ans avec CBS Television Studios pour étendre la franchise Star Trek à la télévision. Le 25 octobre 2018, CBS annonce avoir commandé au scénariste et producteur Mike McMahan (en), deux saisons d'une série d'animation comique titrée Star Trek: Lower Decks. Il s'agit de la seconde série d'animation de la franchise après celle de 1973.

### Écriture
Durant la San Diego Comic-Con de 2018, CBS annonce que les évènements de la série se déroulent en 2380, soit un an après ceux du film Star Trek : Nemesis sorti en 2002.

### Choix des interprètes
En juillet 2019, Tawny Newsome (Beckett Mariner), Jack Quaid (Brad Boimler), Noël Wells (D'Vana Tendi), Eugene Cordero (en) (Sam Rutherford), Dawnn Lewis (Carol Freeman), Jerry O'Connell (Jack Ransom), Fred Tatasciore (Shaxs) et Gillian Vigman (T'Ana) sont annoncés à la distribution principale.
Au fil des épisodes, plusieurs comédiens de la franchise apparaissent dans la série,,.

## Épisodes

### Première saison (2020)
La première saison, qui comporte dix épisodes, débute sur CBS All Access le 6 octobre 2020 et se termine le 8 octobre 2020,.
1. Second contact (Second Contact)
2. Les Émissaires (Envoys)
3. Décret temporel (Temporal Edict)
4. Vaisseau humide (Moist Vessel)
5. La Flèche égarée de Cupidon (Cupid's Errant Arrow)
6. Provocations terminales (Terminal Provocations)
7. Beaucoup de bruit pour Boimler (Much Ado About Boimler)
8. Vérités subjectives (Veritas)
9. Grosse crise (Crisis Point)
10. Pas de petit rôles (No Small Parts)

### Deuxième saison (2021)
La deuxième saison est diffusée par Paramount+ entre le 12 août 2021 et le 14 octobre 2021 et comporte dix épisodes,.
1. Étranges énergies (Strange Energies)
2. Kayshon, ses yeux ouverts (Kayshon, His Eyes Open)
3. Nous aurons toujours Tom Paris (We'll Always Have Tom Paris)
4. Mugato, Gumato (Mugato, Gumato)
5. Un embarras de Dooplers (An Embarrassment Of Dooplers)
6. Espion à bord (The Spy Humongous)
7. Là où se trouvent de plaisantes fontaines (Where Pleasant Fountains Lie)
8. Moi, Excretus (I, Excretus)
9. wej Duj (wej Duj)
10. Premier premier contact (First First Contact)

### Troisième saison (2022)
Une troisième saison est commandée en avril 2021, quelques mois avant la diffusion de la deuxième saison. Composée de dix épisodes, elle est disponible progressivement depuis le 25 août 2022 sur Paramount+.
1. Mise à pied (Grounded)
2. Un petit jeu sans conséquences (The Least Dangerous Game)
3. Esprit miné (Mining the Mind's Mines)
4. En plein essor (Room for Growth)
5. Reflets (Reflections)
6. Tout entendre, ne rien croire (Hear All, Trust Nothing)
7. Rédemption parfaite (A Mathematically Perfect Redemption)
8. Grosse crise 2: Le paradoxe (Crisis Point II: Paradoxus)
9. Sources fiables (Trusted Sources)
10. Les étoiles, la nuit (The Stars At Night)

### Quatrième saison (2023)
Une quatrième saison est commandée en janvier 2022.
1. Twovix (Twovix)
2. Fuite en avant (I Have No Bones Yet I Must Flee)
3. Dans le berceau de Vexilon (In the Cradle of Vexilon)
4. Quelque chose d'emprunté... (Something Borrowed, Something Green)
5. Triple menace (Empathalogical Fallacies)
6. Bienvenu chez les Ferengis (Parth's Ferengi Heart Place)
7. Les ennuis reprennent (A Few Badgey's More)
8. Les grottes (Caves)
9. Bataille interne (The Inner Fight)
10. De vieux amis sur de nouvelles planètes (Old Friends, New Planets)

### Cinquième saison (2024)
Il s'agit de l'ultime saison de la série. Elle sera disponible sur Paramount+ à partir du 24 octobre 2024.
1. Dos Cerritos (Dos Cerritos)
2. Nuances de vert (Shades of Green)
3. Le meilleur hôtel nanite (The Best Exotic Nanite Hotel)
4. Adieu aux fermes (A Farewell to Farms)
5. Base stellaire 80 ?! (Star Base 80?)
6. Des dieux et des anges (Of Gods and Angels)
7. Dilatation temporelle (Fully Dilated)
8. Les ponts supérieurs (Upper Decks)
9. En quête de failles (Fissure Quest)
10. La prochaine nouvelle génération (The New Next Generation)

## Contenu liés

### Crossover
Durant le San Diego Comic-Con de 2022, Alex Kurtzman annonce un crossover avec la deuxième saison de la série Star Trek: Strange New Worlds. Ce crossover a lieu lors de l'épisode 7 de la saison 2 de Star Trek: Strange New Worlds. Lors de cet épisode, Tawny Newsome (Enseigne Beckett Mariner), Jack Quaid (Enseigne Brad Boimler), Jerry O'Connell (le commandant Ramson), Noël Wells (Enseigne D'Vana Tendi) et Eugene Cordero (Enseigne Sam Rutherford) reprennent leur rôle.   

### Comics
En septembre 2022, IDW Publishing publie le premier comics en lien avec la série. 